# 宜昌市人民代表大会常务委员会
宜昌市人民代表大会常务委员会（简称宜昌市人大常委会）是中华人民共和国湖北省宜昌市人民代表大会的常设机关，对宜昌市人民代表大会负责并报告工作。依法在本市行政区内行使监督权、重大事项决定权和国家机关工作人员任免权。

## 历史沿革
中华人民共和国1954年宪法及地方组织法并未规定设置县级以上人大的常务机关。1979年7月，第五届全国人民代表大会第二次会议通过《关于修正中华人民共和国宪法若干规定的决议》，其中规定：“县和县以上地方各级人民代表大会设立常务委员会，它是本级人民代表大会的常设机关”。1981年2月20日至25日，召开宜昌市第九届人民代表大会第一次会议，设立宜昌市人民代表大会常务委员会。1981年3月1日，湖北省人民代表大会常务委员会颁发的宜昌市人民代表大会常务委员会印章开始启用。
1992年，宜昌地市合并，实行市领导县的体制。1992年3月27日，成立地市合并后的新宜昌市人民代表大会常务委员会筹备组。1992年9月12日至15日，召开宜昌市第一届人民代表大会第一次会议，选举产生宜昌市第一届人民代表大会常务委员会。

## 机构设置
根据2019年《宜昌市机构改革方案》，宜昌市人大常委会设置以下机构：
- 宜昌市人大常委会办公室
  - 行财科
  - 政工科
  - 秘书科
  - 接待科
  - 机关车队
  - 文印室
  - 离退休干部管理科
- 宜昌市人大常委会研究室
  - 调研科
  - 理论和宣传科
- 宜昌市人大常委会信访室
- 宜昌市人大常委会法制工作委员会
  - 办公室
  - 法规科
  - 备案审查科
- 宜昌市人大常委会代表工作委员会
- 宜昌市人大常委会人事任免工作委员会
- 宜昌市人大常委会预算工作委员会

## 历届组成人员
第一届
- 任期：1992年9月－1997年3月
- 主任：赵复武
- 副主任：徐春浩、谢远照、周云焕、吴承富、粟凯、李国普、戴振声、李家余、龚尚华、王治山、邓启勋（1995年3月辞任）、江秀芳、柏世友（1996年3月当选）
- 秘书长：李国普（1996年3月辞任） → 王少愚

第二届
- 任期：1997年3月－2002年4月
- 主任：赵复武
- 副主任：柏世友、张子仪（2001年2月辞任）、甘家宽（2000年2月当选）、符利民（2001年2月辞任）、肖道根、李家余、江秀芳、赵君礼
- 秘书长：王少愚（2001年2月辞任） → 李和奎

第三届
- 任期：2002年4月－2007年1月
- 主任：孙志刚（2002年11月辞任） → 郑少三（2002年12月当选，2004年2月辞任） → 李佑才
- 副主任：赵复武（2005年2月辞任）、周水舟（2005年2月当选）、肖道根、张治国、李和奎、周围、黄传林、戴丽莉
- 秘书长：李业雄 → 谢永和（2006年3月当选）

第四届
- 任期：2007年1月－2012年1月
- 主任：李佑才 → 郭有明（2008年3月当选）
- 副主任：张建一、张为民、周厚贵、艾苍松、吴开保、谭春玉、邹正金
- 秘书长：谢永和

第五届
- 任期：2012年1月[5]－2017年1月
- 主任：郭有明（2012年7月辞任） → 黄楚平
- 副主任：张建一、王宏强（2014年5月免职）、吴开保（2015年7月辞任）、谭春玉（2014年7月免职）、邹正金（2015年7月辞任）、陈和春、尚葵（2015年1月当选）、吴康年（2015年1月当选）、廖达凤（2016年1月当选）
- 秘书长：雷元海 → 杜伟（2016年1月当选）

第六届
- 任期：2017年1月－
- 主任：周霁（2019年1月辞任） → 刘学甫（2019年1月当选）
- 副主任：刘学甫（2019年1月辞任）、刘建新（2020年1月当选）、尚葵、吴康年、周青（2019年12月辞任）、陈华、孔福生、赵吉雄（2020年1月当选）
- 秘书长：杜伟 → 熊长权（2019年1月当选）